# Logistikregiment 1
Das Logistikregiment 1 (LogRgt 1) ist eine militärische Dienststelle der Streitkräftebasis der Bundeswehr in der Clausewitz-Kaserne in Burg (Sachsen-Anhalt). Es ist dem Logistikkommando der Bundeswehr in Erfurt unterstellt. Das Regiment ist mit der Führung von vier Logistikbataillonen beauftragt, die im nördlichen Teil Deutschlands stationiert sind. Zu seinen weiteren Aufträgen gehört die logistische Unterstützung von Truppenteilen der Bundeswehr im Einsatz.

## Gliederung
Das Logistikregiment 1 gliedert sich in den Regiments-Stab, eine Stabskompanie und die unterstellten Bataillone.
Dem Regiment sind folgende Verbände unterstellt:
- Logistikbataillon 161 (LogBtl 161) in Delmenhorst
- Logistikbataillon 163 (LogBtl 163) in Delmenhorst[2][3]
- Logistikbataillon 171 (LogBtl 171) in Burg
- Logistikbataillon 172 (LogBtl 172) in Beelitz

### Logistikbataillon 161
Das Bataillon gliedert sich in sechs Kompanien:
- Stabs- und Versorgungskompanie
- Zwei Nachschubkompanien
- Instandsetzungskompanie
- Transportkompanie
- Hafenumschlagkompanie
- Instandsetzungskompanie (teilgekadert)

Ehemaliges Wappen des Bataillons bis September 2024 

### Logistikbataillon 163
Das Logistikbataillon 163 wurde Ende September 2020 in der Delmetal-Kaserne in Delmenhorst aufgestellt. Erster Bataillonskommandeur wurde Oberstleutnant Tobias Schmidt. Hauptauftrag des Bataillons ist das sogenannte Reception, Staging and Onward Movement (RSOM): Bei einem Aufmarsch von NATO-Kräften in einem Einsatzgebiet nimmt das Bataillon diese an See-, Flughäfen und Entladebahnhöfen auf und versorgt die Kräfte in Sammelräumen und beim Weitermarsch.
Das Bataillon gliedert sich in einen Stab und sechs Kompanien:
- Stabs- und Versorgungskompanie
- Umschlagkompanie Luft
- Umschlagkompanie Land/See
- Sammelraumunterstützungskompanie
- Servicepunktkompanie
- Transportkompanie

### Logistikbataillon 171
Das Bataillon gliedert sich in sechs Kompanien:
- Stabs- und Versorgungskompanie
- Zwei Nachschubkompanien
- Instandsetzungskompanie
- Transportkompanie
- Hafenumschlagskompanie

### Logistikbataillon 172
Das Bataillon gliedert sich in sechs Kompanien:
- Stabs- und Versorgungskompanie
- Zwei Nachschubkompanien
- Instandsetzungskompanie
- Transportkompanie
- Transportkompanie (Reserve, Ergänzungstruppenteil)

## Geschichte
Mit der Stationierungsentscheidung des Generalinspekteurs der Bundeswehr, General Eberhard Zorn, vom 10. Dezember 2019 wurde die Aufstellung des Logistikregiment 1 in Burg per Tagesbefehl bekannt gegeben.
Das Regiment wurde am 25. September 2020 in der Clausewitz-Kaserne im sachsen-anhaltischen Burg, bei einem feierlichen militärischen Zeremoniell, durch den Kommandeur der mobilen Logistiktruppen der Streitkräftebasis Oberst Gunter Bischoff, in Dienst gestellt. Hierbei übergab er dem ersten Regimentskommandeur, Oberstleutnant Roland Bögel, die Truppenfahne des Regimentes.

## Führung
| Nr. | Name                        | Beginn der Amtszeit | Ende der Amtszeit  |
| --- | --------------------------- | ------------------- | ------------------ |
| 2   | Oberst Christoph Schladt    | 28. September 2023  |                    |
| 1   | Oberstleutnant Roland Bögel | 25. September 2020  | 28. September 2023 |

## Wappen
Das Wappen besteht aus einem Halbrundschild mit schwarz-oranger Umrandung; rechts in der Farbe Goldgelb mit Eisernem Kreuz; links in der Farbe Hochrot mit einer Weltkugel; unten in der Farbe Enzianblau mit kombinierten Symbol der Nachschub- und Transporttruppe und Instandsetzungstruppe.
Die orange Farbe der Umrandung zeigt die Zugehörigkeit zur Streitkräftebasis. Die Farben Goldgelb für Sachsen-Anhalt und Hochrot für Niedersachsen im oberen Bereich verweisen auf die Landesfarben der Bundesländer, in denen die unterstellten Verbände des Logistikregiments 1 stationiert sind. Das Eiserne Kreuz als Erkennungszeichen der Bundeswehr. Die Weltkugel symbolisiert die weltweite Einsetzbarkeit des Regiments. Das kombinierte auf enzianblauen Grund zeigt die Zugehörigkeit zur Logistik.